# Église Saint-Paul d'Auterive
Pour les articles homonymes, voir Église Saint-Paul.
L'église Saint-Paul est une église catholique située à Auterive, en France.

## Localisation
L'église est située dans le département français de la Haute-Garonne, sur la commune d'Auterive.

## Description
L'édifice est inscrit au titre des monuments historiques en 1926 et 1990.
L'église possède une cloche du XVe siècle, on peut y apprécier ses peintures murales, son orgue, son maître-autel, ses anges adorateurs, son appui de communion, le buste et la statue de saint Paul. Son retable est en noyer de 1607. Les grilles de communion sont en fer forgées du XVIIIe siècle.

### Extérieur

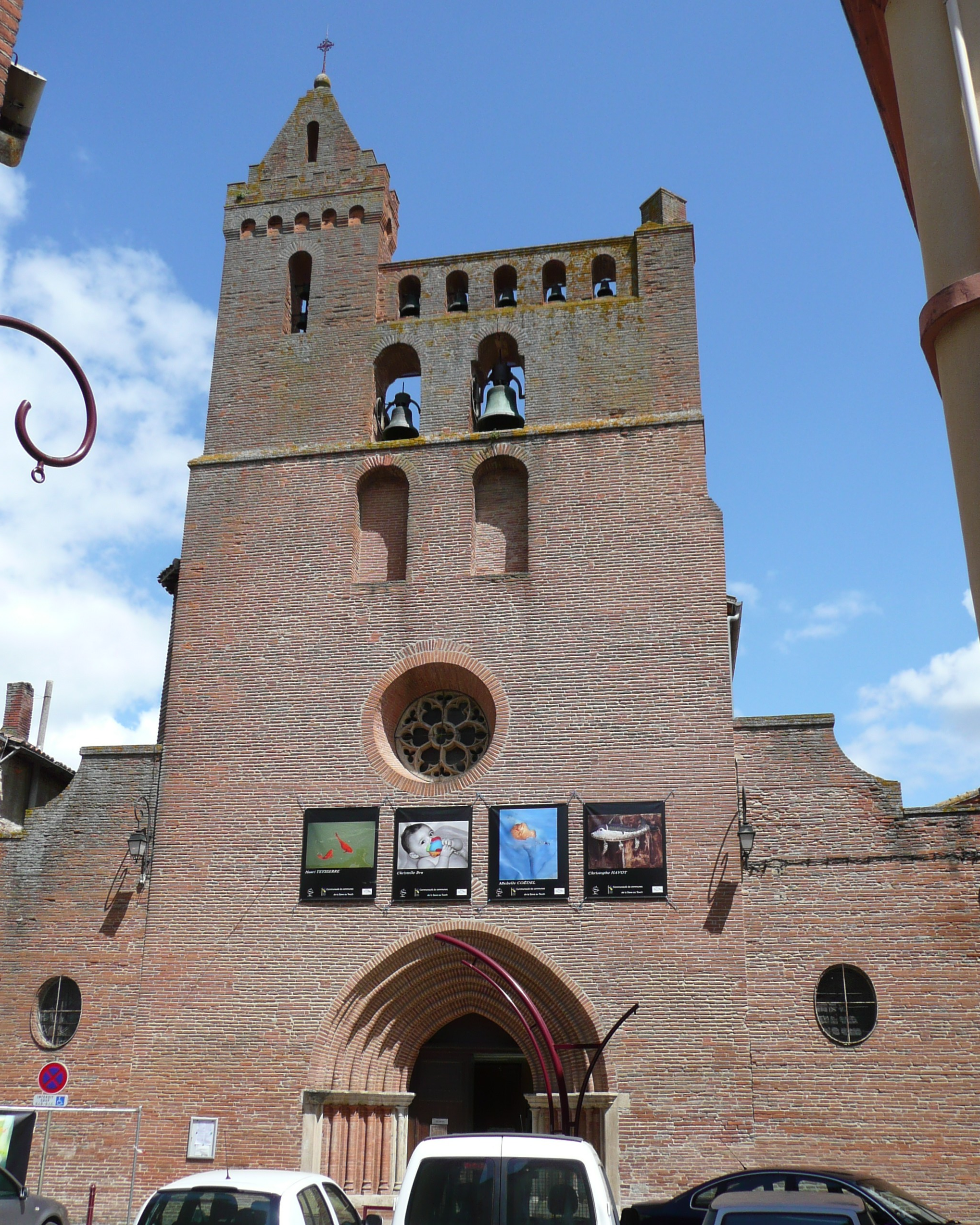
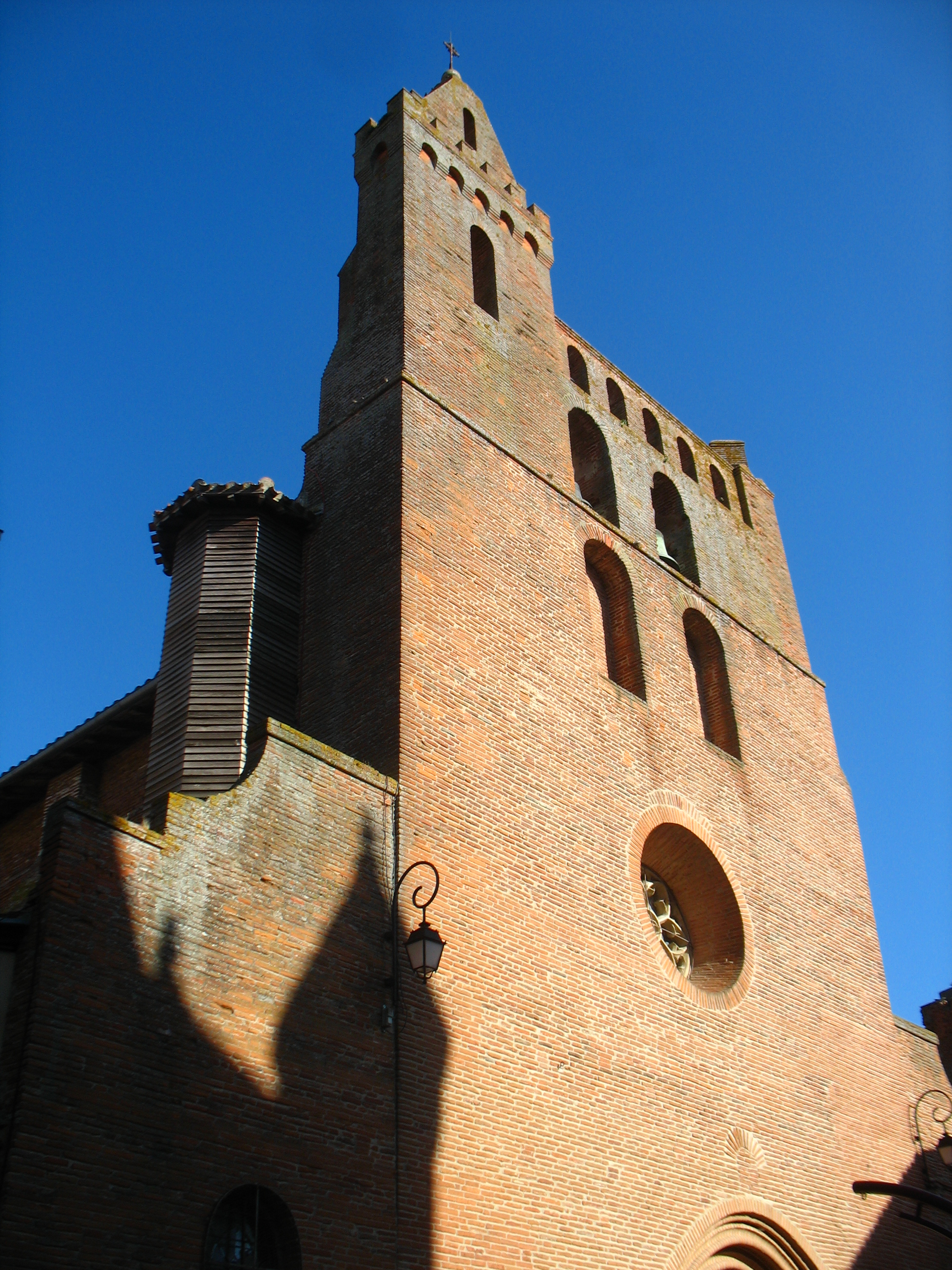
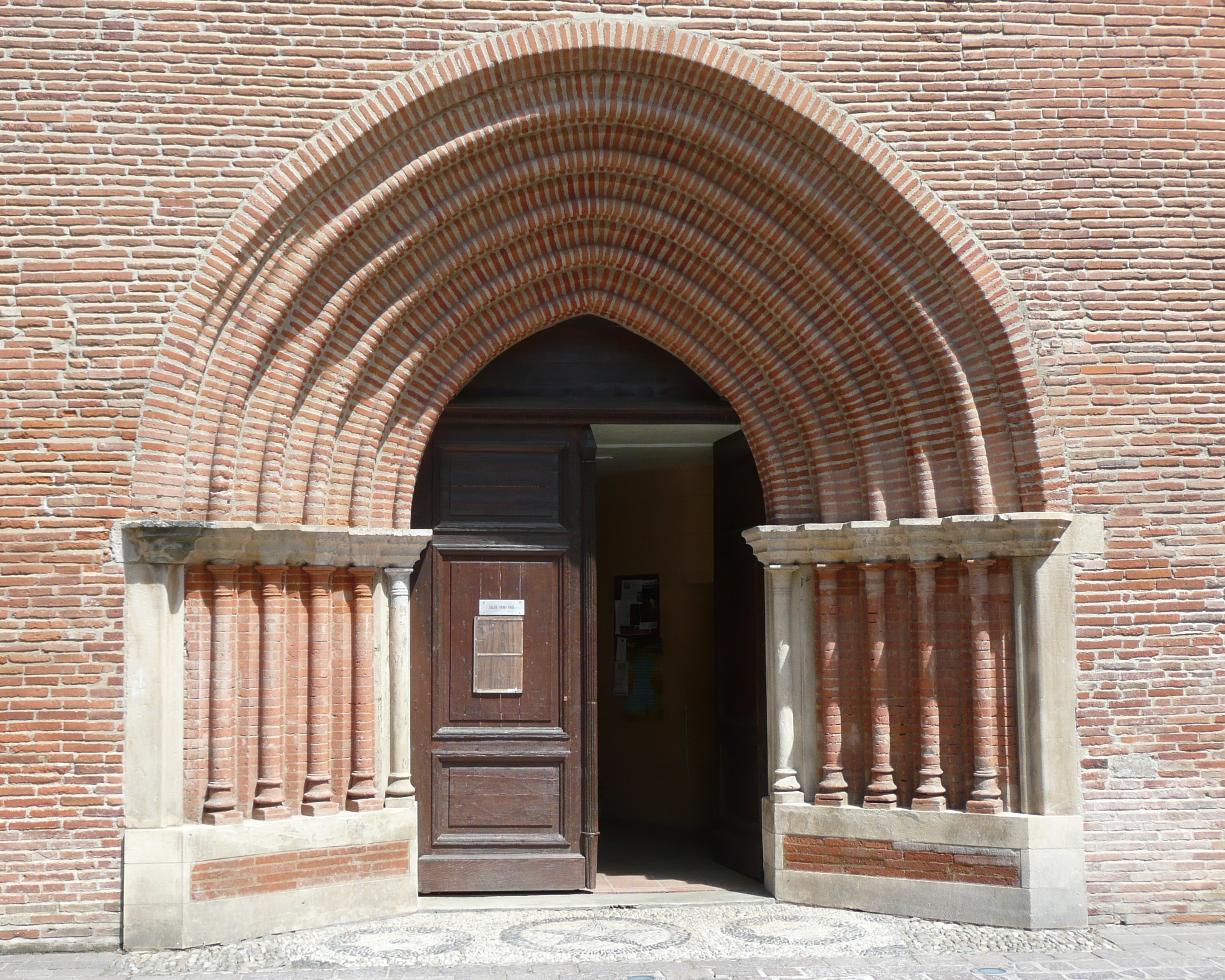
Porche de style roman

### Intérieur

#### L'orgue
L'orgue a été réalisé par Guillaume Monturus en 1770 et 1783 (positif dorsal) à partir d'un cabinet d'orgue toulousain installé en 1767 par le célèbre Jean-François L'Epine, partie instrumentale refaite en 1843 par la maison Daublaine & Callinet, restauré en 1975 et 1996 par Claude Armand; sculptures et décorations par le toulousain François Mortreuil en 1770.

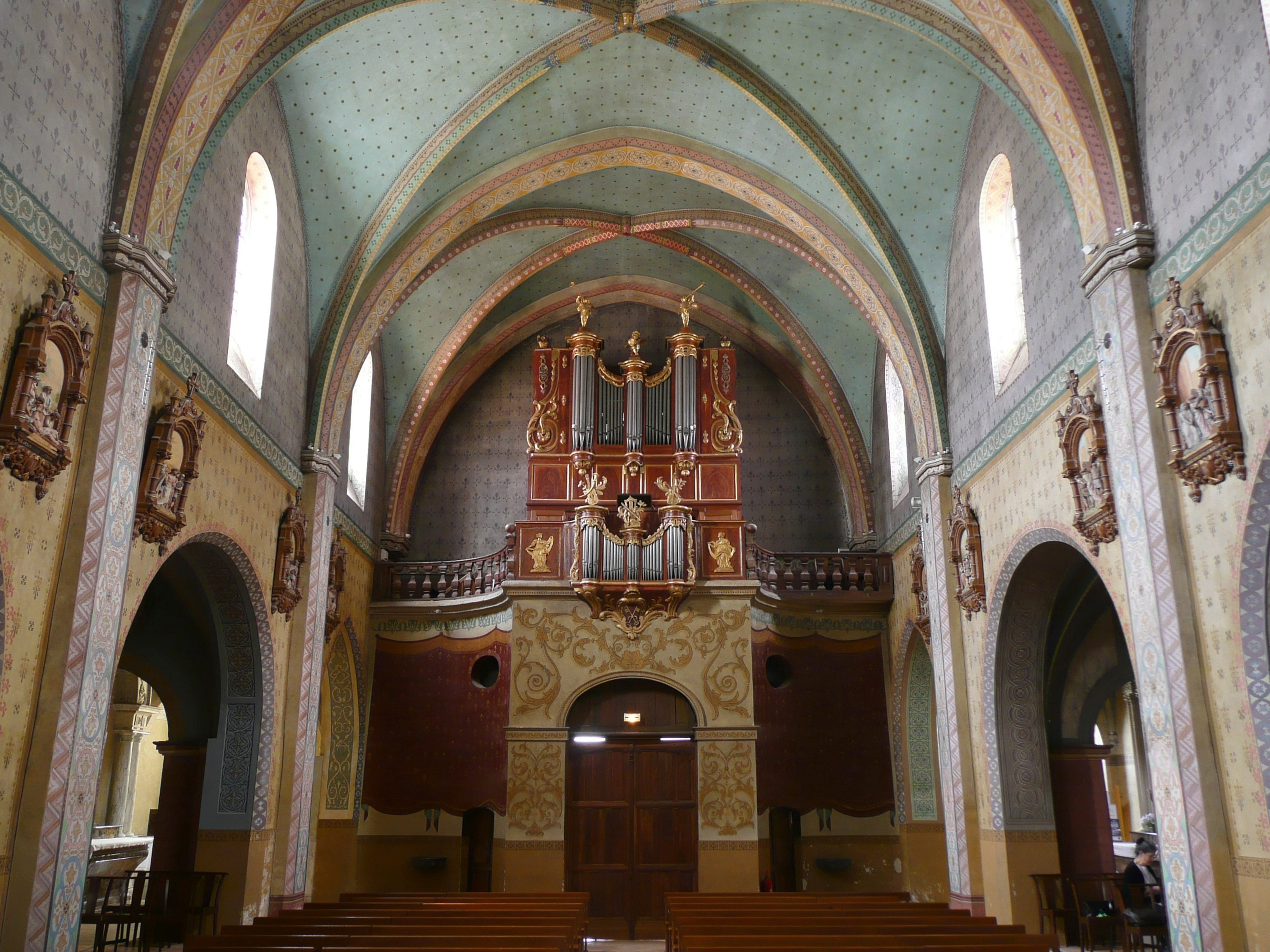
Partie arrière de la nef avec l'orgue.

#### Lechœur
Au sommet du retable monumental est représentée la gloire du ciel avec des anges avec au centre la Trinité et l'Agneau de Dieu.
Le maître autel est en marbre rose, sur sa façade est représente l'Esprit-Saint.
De chaque côté du maître autel sont placées des statues, à gauche, saint Paul, à droite, l'Immaculée Conception.
Le tabernacle et le ciborium sont en marbre blanc et rose.
De chaque côté du ciborium sont placés deux anges adorateurs.

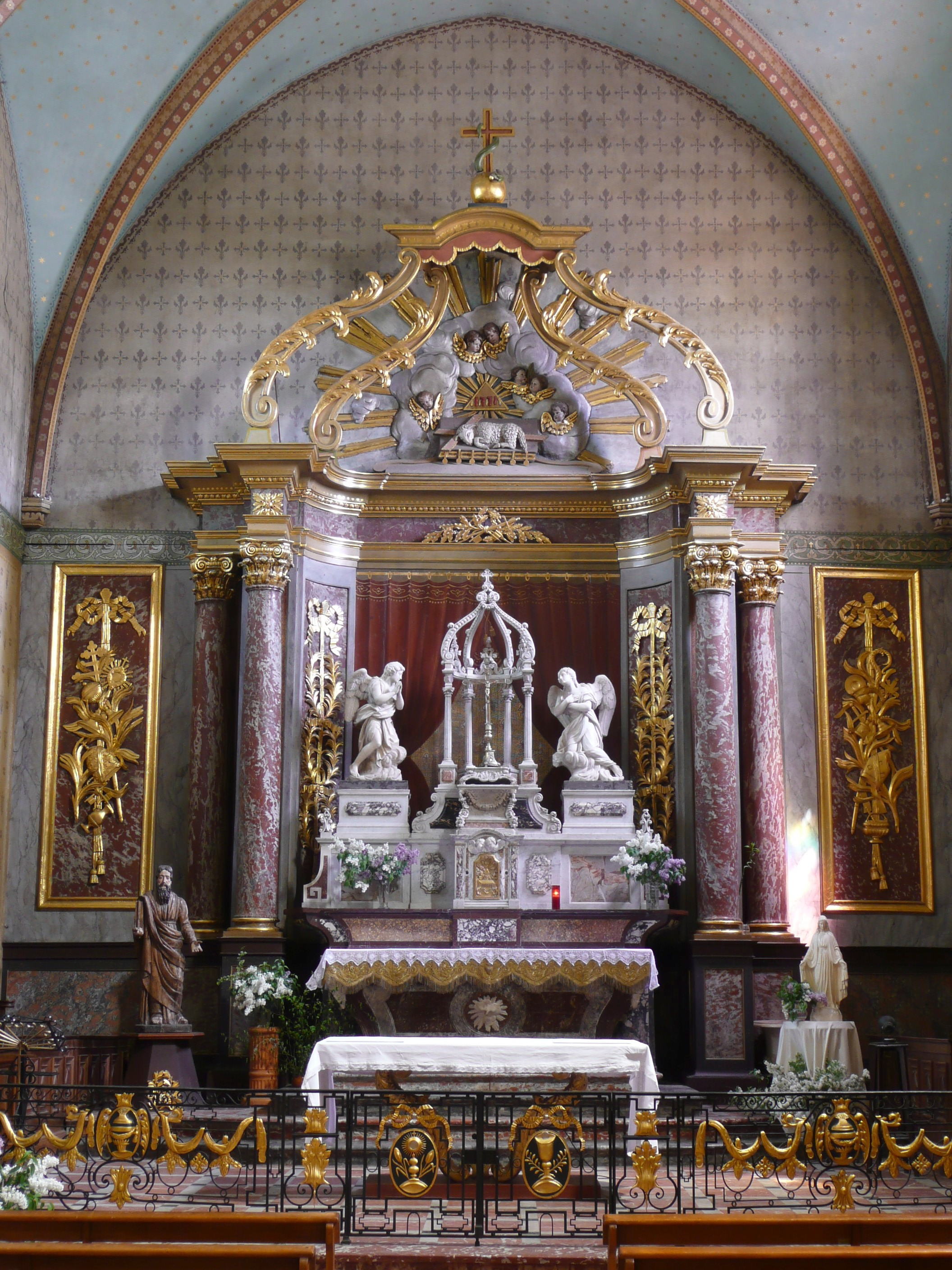
Le chœur.
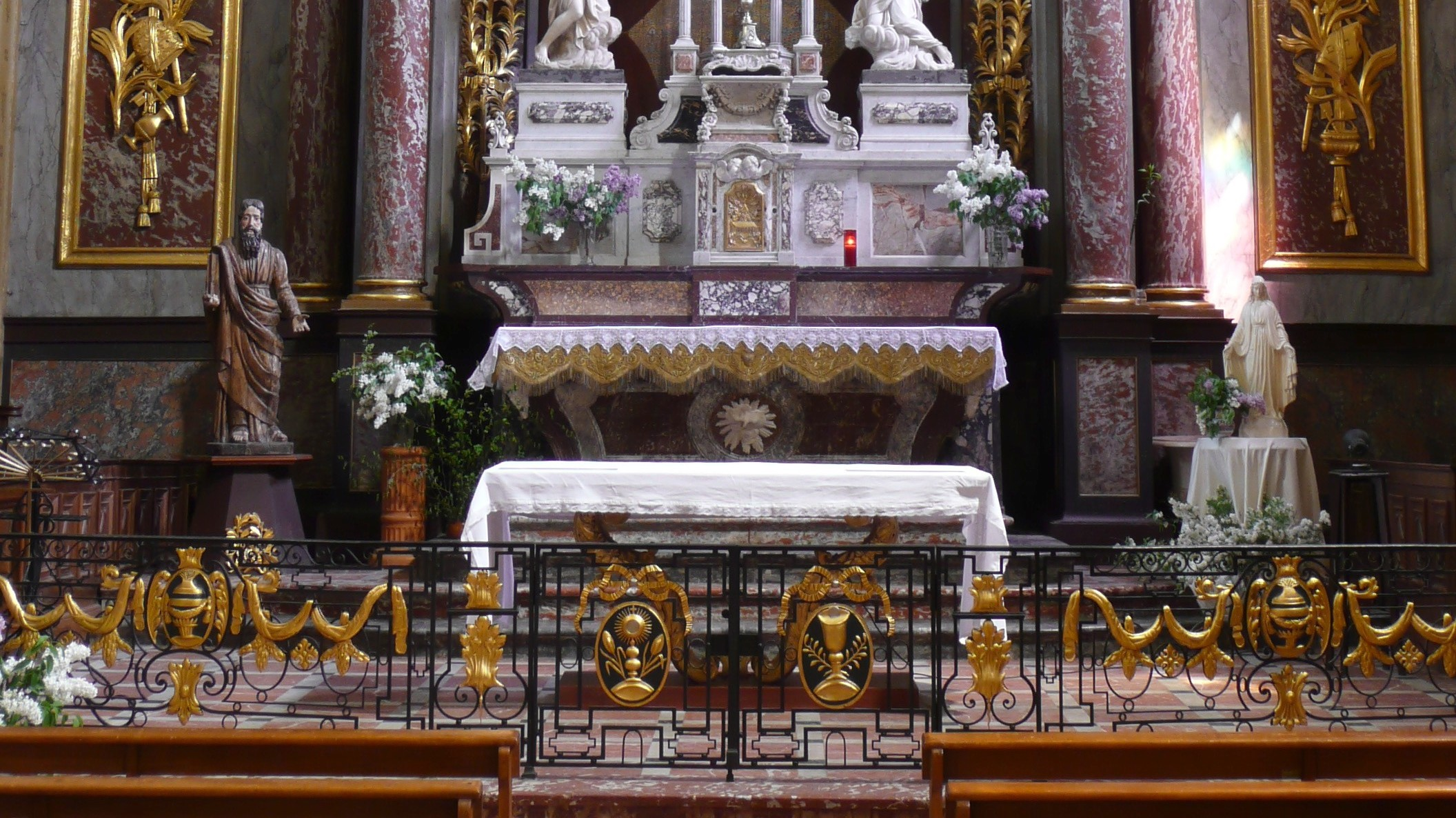
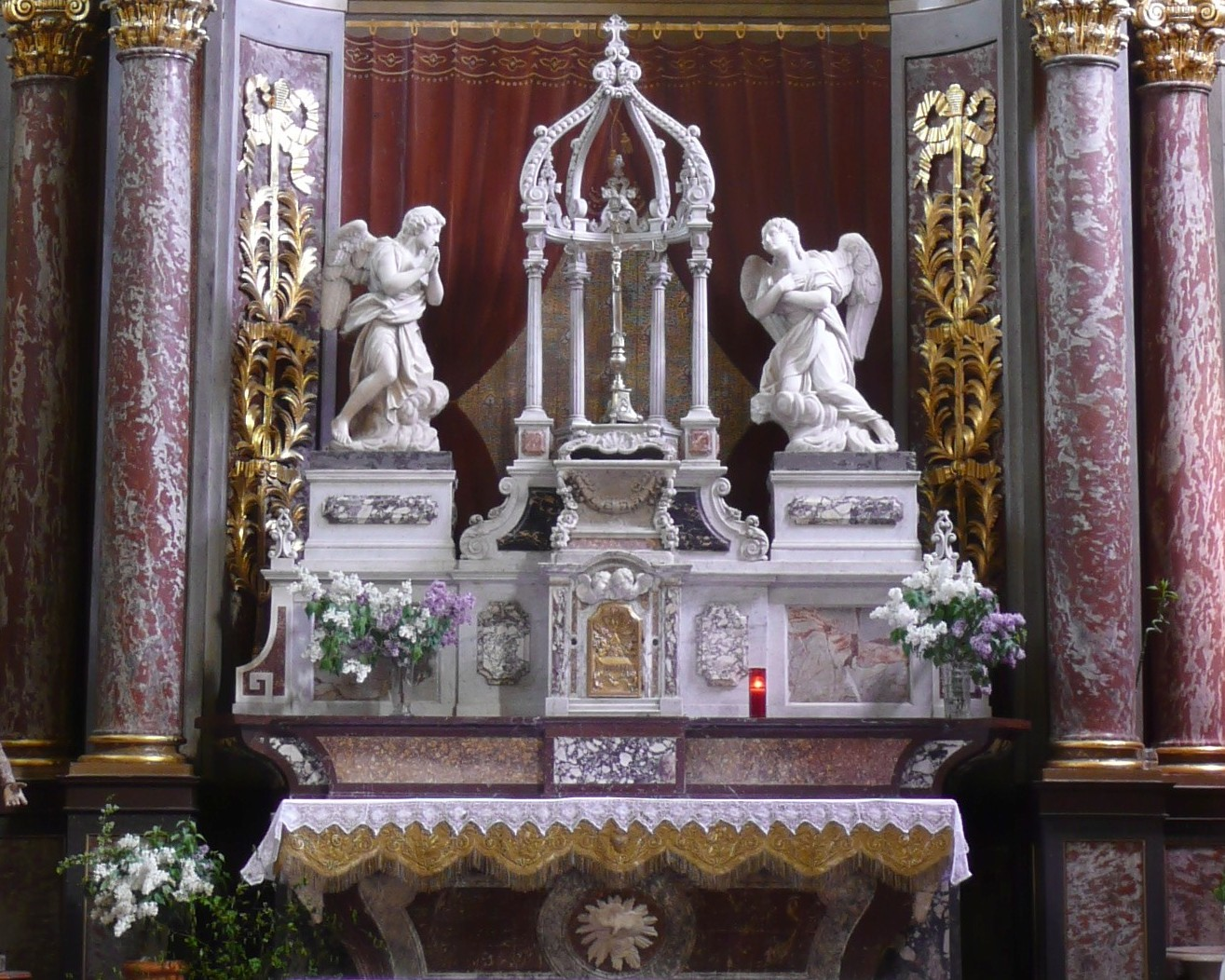